# Řád Karla III.
Řád Karla III. (španělsky: Real y Distinguida Orden Española de Carlos III) je vysoké španělské vyznamenání a řád, založené roku 1771 králem Karlem III. Řád je udělován za zásluhy o Španělsko.
Řád má pět tříd - velkokříž s řetězem, velkokříž, komtur s hvězdou, komtur a rytíř. Současným velmistrem řádu je Filip VI. Španělský.
Symbolem řádu je zlatý, modře smaltovaný maltézský kříž s kuličkami na koncích, přičemž mezi rameny kříže jsou zlaté lilie. Uprostřed je medailon s Pannou Marií v modrém plášti.